# Iced Earth
Iced Earth est un groupe de heavy metal américain, originaire de Tampa, en Floride. Il est formé en 1985 sous le nom de Purgatory par le guitariste et auteur-interprète Jon Schaffer, et le batteur Greg Seymour. Iced Earth publie son premier album éponyme en 1990, et dénombre depuis onze albums studio, quatre EPs, trois compilations, trois coffrets, trois albums live et un album de reprises. Après deux albums en 1990 et 1991, respectivement, Iced Earth prend une pause entre 1992 et 1995, et revient aux côtés d'un nouveau chanteur, Matt Barlow. Iced Earth publiera quatre albums avec Barlow entre 1995 et 2001 ; Burnt Offerings en 1995, The Dark Saga en 1996, Something Wicked This Way Comes en 1998, Horror Show en 2001.
Après Horror Show, Barlow quitte le groupe pour s'engager dans les forces de l'ordre tandis qu'Iced Earth continue avec Tim « Ripper » Owens, à la voix. Avec Owens, le groupe publie deux albums (The Glorious Burdenen 2004, et Framing Armageddon en 2007) jusqu'à la fin de 2007 avec le retour de Matt Barlow annoncé après cinq ans de séparation. Iced Earth publie l'album The Crucible of Man avec Barlow en 2008, mais annonce à nouveau en 2011 le départ, cette fois définitif, du chanteur. Plus tard la même année, le chanteur de Into Eternity, Stu Block, devient le nouveau chanteur. Dystopia, le premier album de Block avec le groupe, est publié en octobre 2011, et est très bien accueilli par la presse spécialisée,. Le deuxième album avec Block, Plagues of Babylon, est publié en janvier 2014.

## Biographie

### Formation et débuts (1985–1989)

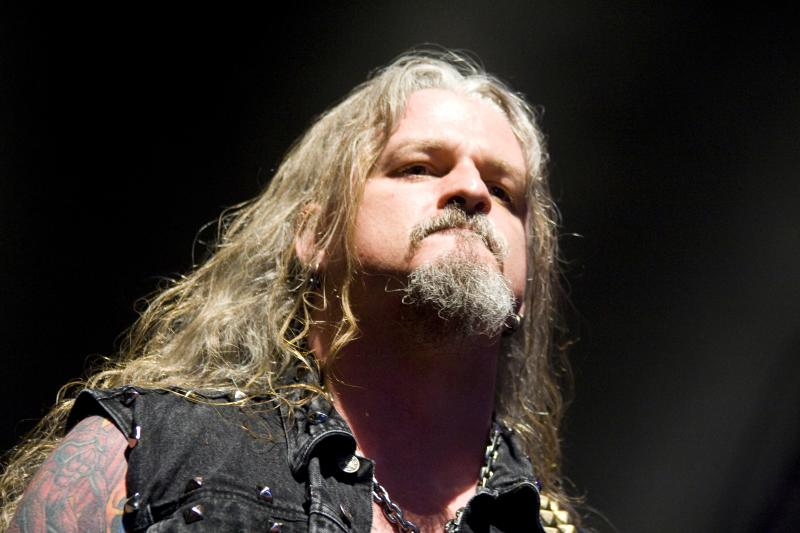
Jon Schaffer, fondateur d'Iced Earth.

Le pilier central d'Iced Earth est, et a toujours été, le guitariste Jon Schaffer, qui formera le groupe le 25 janvier 1985 à Tampa (Floride). La vision de Schaffer est formée sous le nom initial de The Rose en 1984. Le groupe est de très courte durée, et Schaffer finit par former Purgatory, qui changera finalement de nom pour celui d'Iced Earth. les changements de formations dans le groupe sont fréquents, Jon Schaffer étant le seul membre original. 
Le groupe enregistre une démo en 1985, Psychotic Dreams. En 1988, Purgatory change son nom pour Iced Earth. Selon Schaffer, l'un de ses amis décédé lors d'un accident de moto avant son déplacement en Floride, inspirera le nom du groupe. En 1989, Iced Earth enregistre  une autre démo intitulée Enter the Realm, avec un line-up composé de Gene Adam au chant, de Randall Shawver à la guitare, de Dave Abell à la basse, de Greg Seymour à la batterie, et de Jon Schaffer à la guitare rythmique et au chant.

### Album éponyme etNight of the Stormrider(1990–1992)
Signé au label Century Media Records, le groupe, désormais avec Mike McGill à la batterie, commence son premier album. Enregistré aux studios de Morrisound Recording, avec les producteurs Tom Morris et Jon Schaffer, Iced Earth est publié en novembre 1990 en Europe, et le 25 février 1991 aux États-Unis. Après cette publication, Iced Earth organise une tournée en Europe avec Blind Guardian,.
Après leur premier album, Iced Earth se lance rapidement dans l'enregistrement d'un deuxième album. Avant les séances d'enregistrement, le chanteur Gene Adam est renvoyé du groupe à la suite de son refus de suivre un cours de chant. Adam est alors remplacé par John Greely, comme l'est le batteur Mike McGill par Richey Secchiari. L'album, intitulé Night of the Stormrider, est enregistré aux studios Morrisound Recording, avec Schaffer et Tom Morris. L'album est publié le 11 novembre 1991 en Europe et en avril 1992 aux États-Unis. Après Night of the Stormrider's, Iced Earth organise encore une tournée en Europe avec Blind Guardian,.

### Burnt OfferingsetThe Dark Saga(1995–1997)

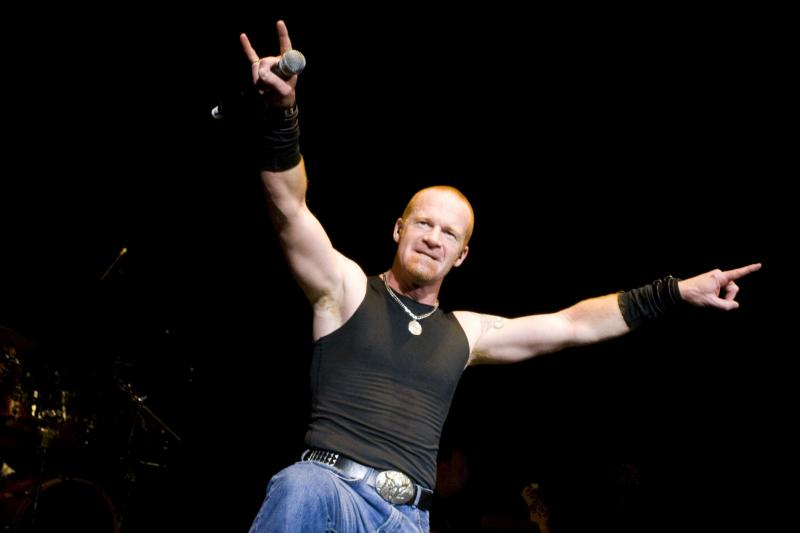
Matt Barlow se joint au groupe pour l'enregistrement de Burnt Offerings en 1995.

Après la tournée promotionnelle pour Night of the Stormrider, Iced Earth se sépare brièvement entre 1992 et 1995. À cette période, le groupe fait face à des difficultés qui les aura presque séparé définitivement, mais fait finalement surface avec Burnt Offerings. Considéré comme le meilleur album d'Iced Earth, Burnt Offerings est publié le 14 avril 1995.
En janvier 1996, Iced Earth se lance dans son quatrième album, cette fois aux côtés du frère de Tom Morris, Jim Morris, en coproduction, avec Jon Schaffer. L'album est également le premier à voir participer le batteur Mark Prator, et le dernier à voir le bassiste Dave Abell, qui quittera le groupe à la fin des enregistrements. Keith Menser est renvoyé du groupe n'ayant appris aucune chanson pour leur tournée, et est donc remplacé par James MacDonough. Mark Prator est également renvoyé et remplacé par Brent Smedley. Publié le 23 mai 1996, The Dark Saga est un album concept inspiré de Spawn. L'album est plus mélodique et simpliste que les précédents albums d'Iced Earth. Pour leur tournée, Iced Earth est rejoint par Nevermore.
Le 21 avril 1997, Iced Earth publie sa première compilation : Days of Purgatory. L'album se compose de chansons issues de leurs deux précédents albums, et la démo Enter the Realm rechantée par Matt Barlow.

### Something Wicked This Way ComesetAlive in Athens(1998–1999)
En mars 1998, le groupe travaille sur un cinquième album, avec le producteur Jim Morris. Avant les enregistrements, le guitariste Randall Shawver quitte le groupe. Le guitariste Larry Tarnowski s'occupe des morceaux de guitare solo sur l'album, mais n'est pas crédité comme membre à plein temps du groupe. Brent Smedley ne peut participer à l'album pour des raisons personnelles et est temporairement remplacé par Mark Prator. Something Wicked This Way Comes est publié le 17 juin 1998. Pendant leur tournée Something Wicked This Way Comes (avec Brent Smedley de nouveau à la batterie), le groupe enregistre son premier album live à Athènes, en Grèce les 23 et 24 janvier 1999. Intitulé Alive in Athens, le coffret de trois CD est vendu au public au Rodon Club. En 1999, le groupe publie The Melancholy E.P..

### Horror ShowetThe Glorious Burden(2000–2004)
En 2000, le groupe travaille sur son sixième album. Intitulé Horror Show, l'album se compose de chansons inspirées de films d'horreur comme Dracula, Le Fantôme de l'Opéra et Le Loup-garou. Publié le 26 juin 2001, l'album est le premier à voir participer Richard Christy, et le troisième avec le guitariste Larry Tarnowski (désormais membre à plein temps). Steve DiGiorgio joue de la basse sur l'album, mais quitte le groupe après l'enregistrement. Selon Jon Schaffer, DiGiorgio devait participer à leur tournée, mais a quitté le groupe pour des « priorités ». Il est remplacé par James MacDonough. Le 26 novembre 2001 (le 5 mars 2002 en Amérique) le groupe publie un coffret Dark Genesis.
Après le départ de Barlow, Iced Earth se lance dans la préparation de leur album à venir, et Jon Schaffer réussit à faire participer Tim Owens, de Judas Priest, aux morceaux vocaux. Owens, toujours avec Judas Priest à cette période, devait être crédité comme musicien de session, mais il se joint finalement au groupe après le retour de Rob Halford au sein de Judas Priest. Avant les enregistrements, Larry Tarnowski est renvoyé du groupe, et les parties à la guitare solo sont jouées par Jim Morris et le guitariste Ralph Santolla.
Avant la publication de l'album, Iced Earth publie The Reckoning. The Glorious Burden est publié le 12 janvier 2004 en Europe, et le 13 janvier 2004 aux États-Unis. Comme pour Horror Show qui se base sur des films d'horreur et de littérature, The Glorious Burden s'inspire d'événements historiques. Il s'agit également du premier album du groupe enregistré par SPV. Après leur tournée promotionnelle, James MacDonough quitte Iced Earth pour se joindre à Megadeth.

### Framing Armageddon (Something Wicked Part. 1)(2005–2007)

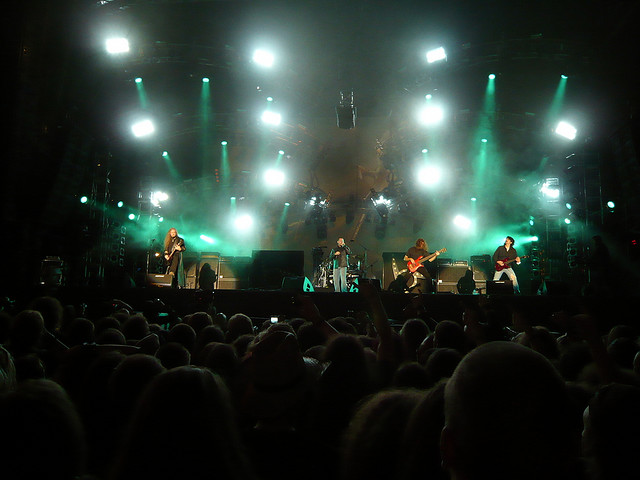
Iced Earth au Wacken Open Air de 2007.

Après The Glorious Burden, le groupe se lance dans leur album à venir, qui sera étendu en album concept dans la lignée de Something Wicked This Way Comes. Avant de se lancer dans leur album, Iced Earth fait face à de nombreux changements dans sa formation. En juillet 2006, Ernie Carletti est choisi à la guitare, mais accusé de viol et de kidnapping, il est remplacé par Tim Mills. Tim Mills est également forcé de quitter Iced Earth afin de se concentrer sur son projet, Bare Knuckle Pickups. En octobre 2006, Brent Smedley rejoint encore Iced Earth, replaçant Richard Christy à la batterie. Le groupe désormais sans bassiste et guitariste, Jon Schaffer finit par jouer toutes les parties à la guitare et à la basse de l'album. En mai 2007, Seele devient membre permanent du groupe comme pour Dennis Hayes deux mois plus tôt.
Avant l'enregistrement de leur album, Iced Earth publie l'EP Overture of the Wicked. Framing Armageddon (Something Wicked Part 1) est publié le 7 septembre 2007 en Allemagne, le 10 septembre dans le reste de l'Europe, et le 11 septembre aux États-Unis.

### The Crucible of Man (Something Wicked Part. 2)(2007–2010)

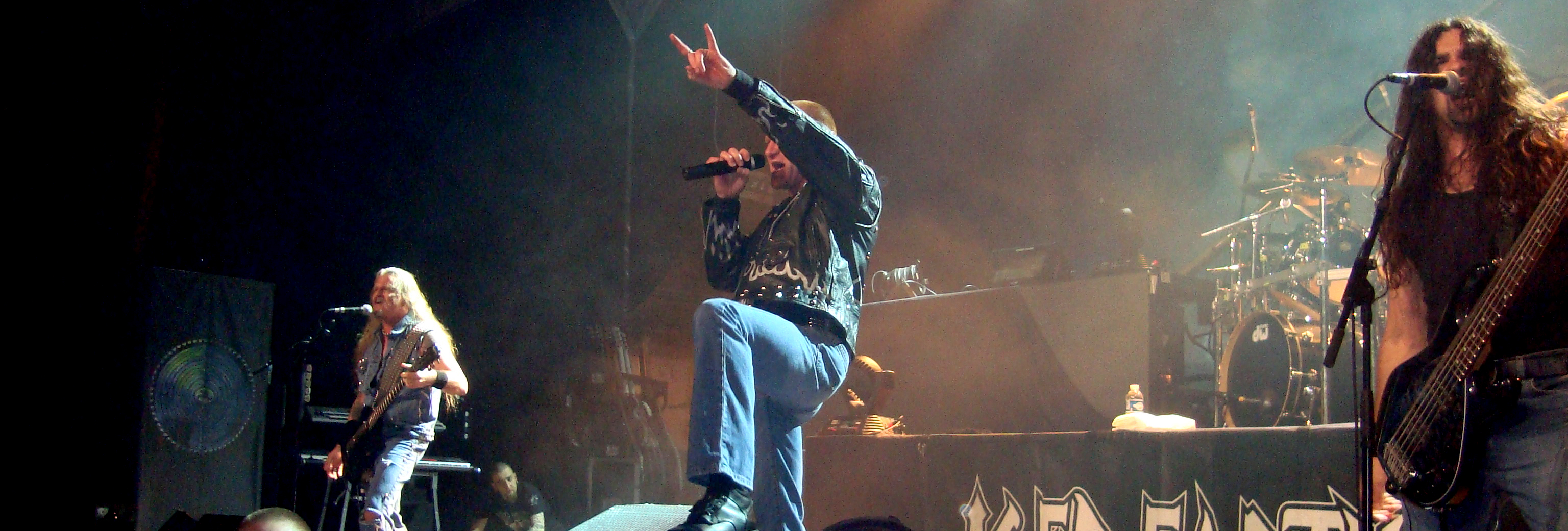
Iced Earth à Stockholm, en Suède, 2009.

En décembre 2007, Matt Barlow se joint de nouveau à Iced Earth après cinq ans d'absence. Après son retour, le groupe continue leur album, originellement intitulé Revelation Abomination: Something Wicked Part 2. La majeure partie de l'album est enregistrée en même temps que Framing Armageddon, et Jon Schaffer devait achever l'album à la fin de 2007. Cependant, le travail sur l'album est repoussé par Barlow afin qu'il se consacre à son groupe Pyramaze. Au début de 2008, Dennis Hayes est remplacé par le bassiste Freddie Vidales.
Avant la publication de l'album, Iced Earth publie le single I Walk Among You. Réintitulé The Crucible of Man: Something Wicked Part 2, l'album de Iced Earth est publié en septembre 2008. Après The Crucible of Man, le groupe publie Box of the Wicked au début de 2010. Le coffret se compose de Framing Armageddon: Something Wicked Part. 1, The Crucible of Man: Something Wicked Part. 2, l'EP Overture of the Wicked, et du single I Walk Among You. Le coffret inclut aussi un poster. Aussi au début de 2010, Iced Earth signe à nouveau avec leur ancien label Century Media Records.

### Dystopia(2011–2012)

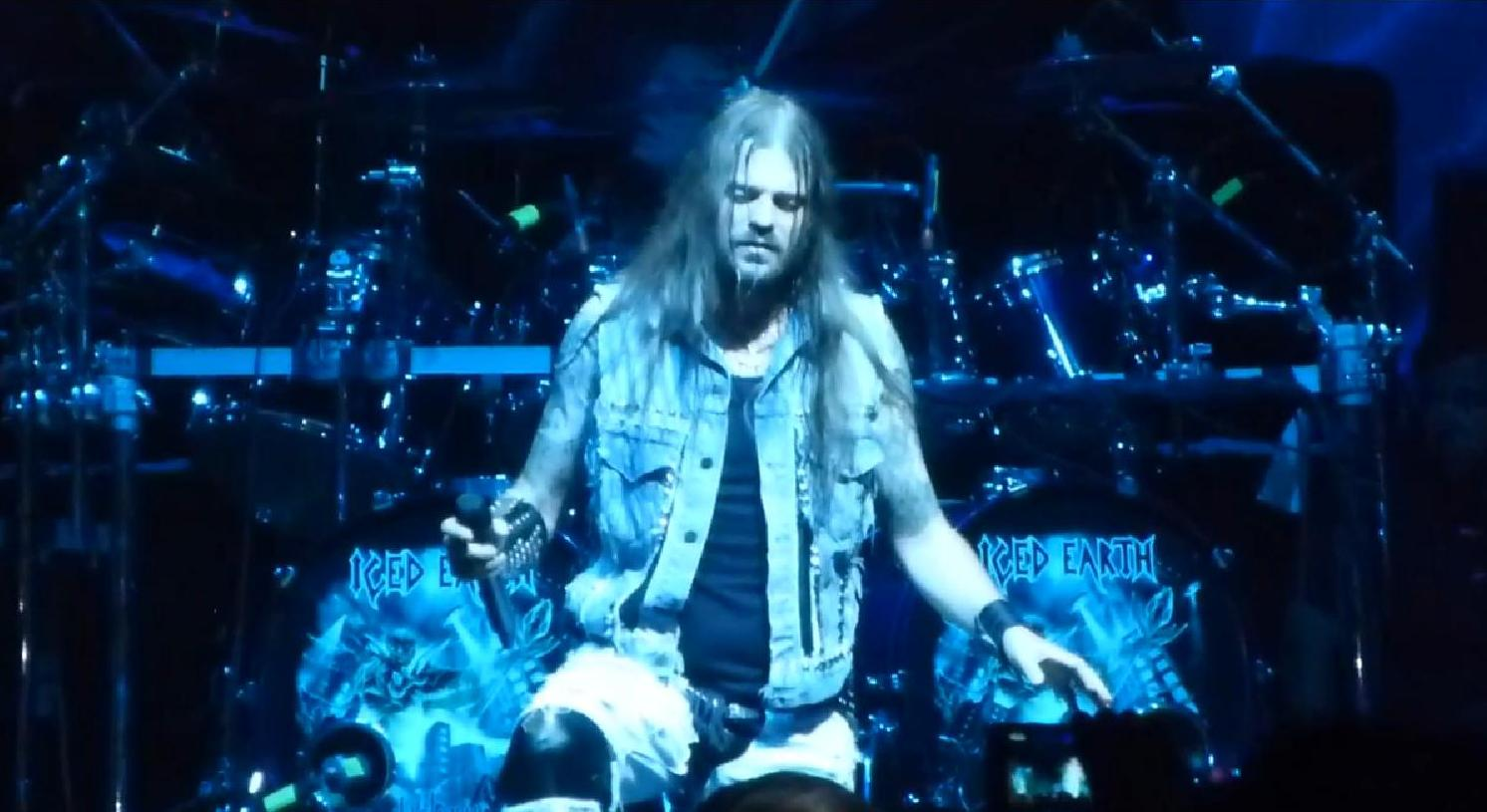
Stu Block se joint à Iced Earth pour Dystopia.

En mars 2011, Matt Barlow annonce son départ sur le site officiel du groupe à cause de contraintes personnelles, notamment. Barlow participe quand même à la tournée d'été du groupe en 2011, et joue jusqu'au 6 août 2011, au festival Wacken Open Air en Allemagne. Peu après l'annonce du départ de Barlow, Iced Earth révèle le chanteur de Into Eternity, Stu Block, comme leur nouveau chanteur. Avec Stu Block, Iced Earth débute les enregistrements de leur nouvel album en mai 2011.
Le 27 juin 2011, le groupe publie le DVD Festivals of the Wicked, avec des performances au Metal Camp Open Air (2008), Rock Hard Festival (2008) et Wacken Open Air (2007). Le 7 septembre 2011, Iced Earth publie une version rééditée de leur chanson Dante's Inferno, de l'album Burnt Offerings. Leur nouvel album, Dystopia est publié le 17 octobre 2011 en Europe, et le 18 octobre 18 aux États-Unis. Le 10 avril 2012, Freddie Vidales quitte Iced Earth. Il est remplacé par Luke Appleton de Fury UK. Le 19 août 2012, Iced Earth publie un nouveau CD/DVD live à Chypre, Live in Ancient Kourion.

### Plagues of Babylon(depuis 2013)
Iced Earth se lance dans l'enregistrement de leur nouvel album au début de 2013. Plagues of Babylon est publié en janvier 2014. Le 6 mai 2013, Iced Earth annonce le départ de Brent Smedley pour des raisons personnelles ; il est remplacé par Raphael Saini. Jon Dette s'occupe de la batterie en novembre 2013. En janvier 2014, Plagues of Babylon atteint la cinquième place des classements allemands, la meilleure position jamais atteinte par le groupe,. En août 2016 le guitariste Troy Seele annonce son départ du groupe.
Le 6 janvier 2021, le fondateur du groupe Jon Schaffer est identifié parmi les personnes ayant participé à l'assaut du Capitole par des partisans de Donald Trump. Il fait partie de la liste des personnes recherchées par le FBI à la suite de ces événements. Le 9 janvier, le reste du groupe publie un communiqué condamnant l'assaut par les partisans de l'ancien président. Schaffer se rend au FBI le 18 janvier et est accusé de six crimes fédéraux.
Iced Earth et Demons & Wizards, l'autre groupe de Jon Schaffer, sont tous les deux supprimés de la liste des artistes sur le site internet de leur label, Century Media. Cela inclut également le merchandising des deux groupes. Bien qu'ayant apparemment pris ses distances avec les groupes de Schaffer, Century Media n'a pas fait de communiqué officiel à ce sujet.
Le 15 février 2021, le chanteur Stu Block et le bassiste Luke Appleton annoncent chacun sur leurs réseaux sociaux personnels avoir pris la décision de quitter Iced Earth. Plus tard, le guitariste Jake Dreyer annonce prendre ses distances avec le groupe pour se concentrer uniquement sur son autre projet, Witherfall.

## Membres

### Membres actuels
- Jon Schaffer — guitare rythmique, clavier, chœurs (depuis 1985)
- Stu Block — chant (2011-2021)
- Luke Appleton — basse, chœurs (2012-2021)
- Brent Smedley — batterie (1996-1997, 1998-1999, 2006-2013, depuis 2015)
- Jake Dreyer — guitare (2016-2021)

## Discographie

### Albums studio
- 1991 : Iced Earth
- 1992 : Night Of The Stormrider
- 1995 : Burnt Offerings
- 1996 : The Dark Saga
- 1998 : Something Wicked this Way Comes
- 2001 : Horror Show
- 2004 : The Glorious Burden
- 2007 : Framing Armageddon (Something Wicked Part 1)
- 2008 : The Crucible of Man (Something Wicked Part 2)
- 2011 : Dystopia
- 2014 : Plagues Of Babylon
- 2017 : Incorruptible
- 2022 : A Narrative Soundscape

### Singles et EP
- 1989 : Enter the Realm (démo)
- 1999 : The Melancholy EP
- 2004 : The Reckoning
- 2007 : Overture of the Wicked
- 2008 : I Walk Among You

### Albums live
- 1999 : Alive in Athens
- 2011 : Festivals of the Wicked
- 2013 : Live in Ancient Kourion

### Compilations et concerts
- 1997 : Days of Purgatory
- 2002 : Dark Genesis (5 CD box)
- 2002 : Tribute to the Gods
- 2004 : The Blessed and The Damned
- 2008 : Slave to the Dark (14 CD + 1 DVD box)
- 2010 : Box of the Wicked

### VHS/DVD
- 2004 : Gettysburg (1863)
- 2006 : Alive in Athens
- 2011 : Festivals of the Wicked
- 2013 : Live in Ancient Kourion